# Parti social-libéral (Moldavie)
Pour les articles homonymes, voir Parti social libéral et PSL.
Le Partidul Social-Liberal (Parti social-libéral, PSL) était une formation politique de centre droit en République de Moldavie, membre observateur de l'Internationale libérale.
Le 7 mars 2001, le Centre de formation européenne de Moldavie (CFEM) a organisé une table ronde sur le thème Quo vadis Moldavie ?, réunissant 40 personnalités moldaves, ainsi que les dirigeants de certaines Organisations non-gouvernementales. À la suite des débats organisés au siège du CFEM, il a été décidé de lancer un appel aux principales formations d'orientation libérale afin de réaliser une coalition dans un parti unique d'orientation social-libérale, ayant à la base une plate-forme fédéraliste européenne. Ce document est connu sous le nom de Manifeste du groupe social-libéral. Les participants de la table ronde du CFEM ont décidé de constituer « un groupe de pression et de dialogue » avec les formations politiques libéral-démocrates, nommé le Grupul Inițiativei Social-Liberale (Groupe de l'initiative sociale-libérale, GISL). L'unique formation politique qui a accepté sans conditions les requêtes du Manifeste a été la Liga Creștin-Democrata a Femeilor din Moldova (Ligue chrétienne-démocrate des Femmes de Moldavie, LCDFM), parti politique fondé en 1991, faisant partie du législatif dans la période des années 1991-2001. Le 9 mai 2001 (Jour de l'Europe) un Congrès a décidé à l'unanimité la fusion du GISL et de la LCDFM et la constitution du PSL, dont le premier président élu a été le politologue Oleg Serebrian, vice-recteur de l'Université libre de Moldavie (ULIM). 
Le 17 novembre 2001, une autre formation politique, la Liga Națională a Tineretului din Moldova (Ligue nationale des Jeunes), a fusionné avec le PSL, exemple suivi le 1er décembre 2002 par le Partidul Forțelor Democratice (Parti des forces démocratiques).
Lors des élections législatives du 6 mars 2005, le PSL fait partie du Blocul Electoral Moldova Democrată (Bloc électoral Moldavie démocratique) qui obtient 28,4 % des votes et 34 des 101 sièges du Parlement moldave. Peu après le Bloc se déchire et le PSL se retrouve seul avec 3 sièges sur 101. En février 2008, il s'intègre au Parti démocrate de Moldavie.